# Arjun Narasingha KC
Arjun Narasingha KC (sinh ngày 27 tháng 9 năm 1947) là một chính trị gia Nepal, lãnh đạo cao cấp của Nepali Congress và là cựu giáo sư chính trị học. Ông từng giữ nhiều chức vụ bộ trưởng, bao gồm Bộ trưởng Y tế và Dân số, Bộ trưởng Giáo dục và Bộ trưởng Phát triển Đô thị. KC nhiều lần được bầu làm đại biểu Hạ viện Nepal từ khu vực bầu cử Nuwakot.

## Thời thơ ấu và giáo dục
Arjun Narasingha KC sinh tại làng Rautbesi, quận Nuwakot. Cha ông là Bhagawan Singh KC, mẹ là Yashoda Devi KC. Ông tốt nghiệp Cử nhân Khoa học Chính trị tại Đại học Tribhuvan, nơi ông sau này trở thành trưởng khoa. Năm 1982, ông nhận học bổng nghiên cứu tại Trường Luật và Ngoại giao Fletcher thuộc Đại học Tufts (Mỹ), chuyên ngành Quan hệ quốc tế và Chính sách đối ngoại.

## Sự nghiệp chính trị

### Hoạt động ban đầu
Trong thời kỳ hệ thống Panchayat, KC tham gia các phong trào dân chủ và nhiều lần bị bắt giữ. Ông lần đầu tiên được bầu vào Quốc hội năm 1991 và tái đắc cử năm 1994.

### Bộ trưởng Y tế và Dân số (1995–1997)
Năm 1996, KC thực hiện cải cách hệ thống y tế Nepal nhằm khuyến khích bác sĩ rời đô thị để làm việc tại các vùng núi và Terai thiếu nhân lực. Ông đưa ra các ưu đãi tài chính, thăng tiến nhanh hơn và tăng trợ cấp cho nhân viên y tế ở vùng sâu vùng xa. Đồng thời, ông hạn chế việc lạm dụng hình thức "kaaj", vốn cho phép bác sĩ trở lại thành phố vô thời hạn.

### Bộ trưởng Giáo dục (1998–1999)
Trong nội các của Girija Prasad Koirala, KC thúc đẩy việc công nhận bằng cấp Nepal ở nước ngoài thông qua các thỏa thuận tương đương học thuật, giúp sinh viên Nepal dễ dàng học tiếp tại các trường quốc tế.

### Bộ trưởng Phát triển Đô thị (2016–2017)
Trong nhiệm kỳ này, ông phát động "Chương trình Nhà ở cho Nhân dân" nhằm xây dựng 25.000 căn nhà cho cộng đồng nghèo ngoài thung lũng Kathmandu. Ông cũng cho khởi động dự án đường vành đai ngoài dài 71,93 km, bị đình trệ hơn 13 năm do bất đồng chính trị.

## Giai đoạn Cộng hòa Liên bang
Năm 2005, KC bị bắt giữ trong tình trạng khẩn cấp do tham gia lãnh đạo phong trào bảy đảng. Năm 2022, ông tái đắc cử Hạ viện từ Nuwakot-2 với hơn 28.000 phiếu, đánh bại đối thủ của với cách biệt hơn 11.000 phiếu.

## Hoạt động nghị viện
Năm 2024, với tư cách Chủ tịch Ủy ban Tài khoản Công, ông dẫn đầu điều tra các sai phạm tài chính tại sân bay Pokhara và Gautam Buddha. Năm 2025, ông chuyển hồ sơ tham nhũng trị giá hàng tỷ rupee Nepal cho Ủy ban Chống tham nhũng.

## Đời tư
Ông kết hôn với Pratima KC, có 5 người con. Con gái Anjana KC Thapa kết hôn với chính trị gia Gagan Thapa.